# Filialkirche Innerochsenbach

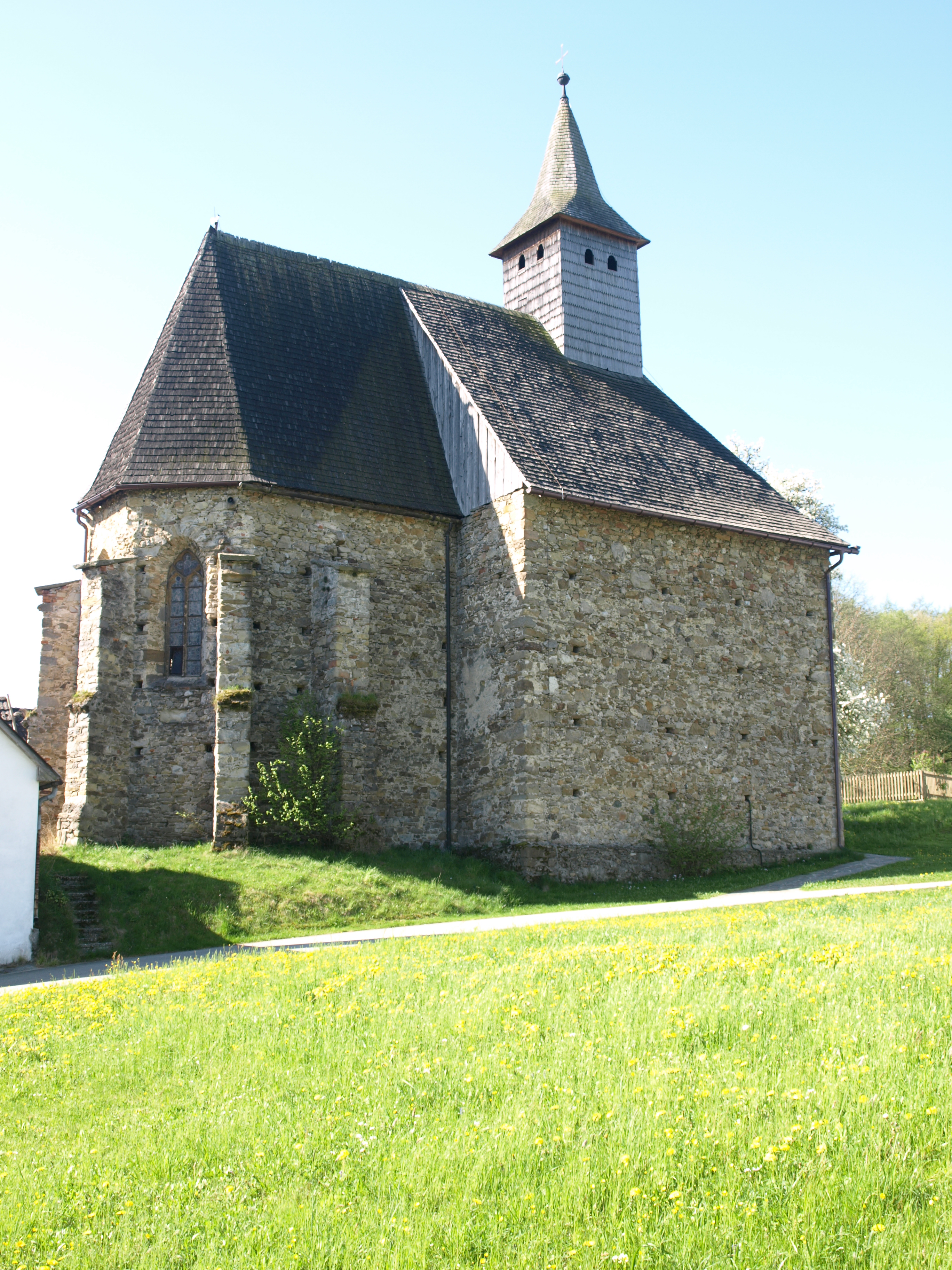
Katholische Filialkirche hl. Martin in Innerochsenbach

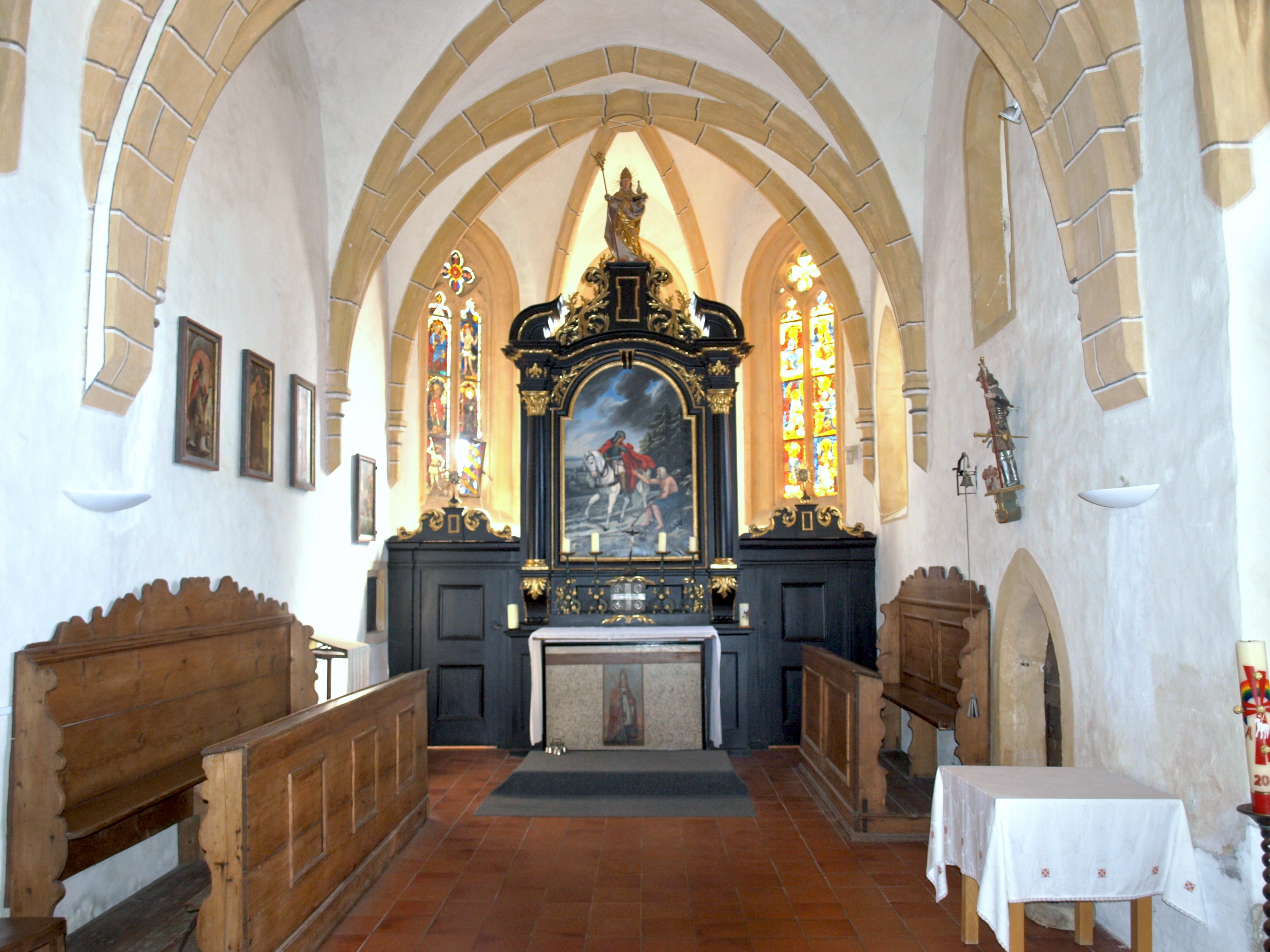
Der Hochaltar im Chorschluss

Die römisch-katholische Filialkirche Innerochsenbach (Patrozinium: hl. Martin) gehört zum Dekanat Amstetten der Diözese St. Pölten. Sie steht auf dem ehemaligen Burghügel in der Ortsmitte von Innerochsenbach in der niederösterreichischen Marktgemeinde Ferschnitz im Bezirk Amstetten. Die Kirche steht unter Denkmalschutz (Listeneintrag).

## Geschichte
Anfangs der Pfarre Steinakirchen am Forst zugehörig, wurde die Kirche 1752 eine Filiale der Pfarrkirche Ferschnitz.
1897 erfolgte eine Renovierung, 1967 eine Innenrestaurierung, 1975 eine Erneuerung des Daches.

## Architektur
Die spätgotische Zweistützen-Breitraum-Hallenkirche ist aus einer beidseits erweiterten Saalkirche entstanden. Der eingezogene gotische Polygonalchor zeigt außen Strebepfeiler. Die Kirche trägt im Westen einen Dachreiter.
Der steinsichtige Kirchenbau zeigt sich mit Bruchsteinmauerwerk ohne Ortsteine und mit Gerüstbalkenlöchern. Das quergestellte glatte kastenförmige und wandhaft geschlossene Langhaus hat keine Strebepfeiler und ist aus dem Anfang des 16. Jahrhunderts. Der Chor ist aus dem 14. Jahrhundert. Langhaus und Chor haben steile Schindeldächer mit gleicher Firsthöhe.
Die Wandmalerei an der rechten Wand des Seitenschiffes zeigt in einem Rechteckfeld Christus unter dem Kreuz aus 1548 und Weihekreuze.

## Ausstattung
Die Kirche hat eine teils ursprüngliche bedeutende gotische Ausstattung und Einrichtung.
Die gotischen Glasfenster dürften aus der gleichen Werkstatt stammen, die auch die Fenster der Pfarrkirchen in Weiten, Zelking und Euratsfeld herstellte.
Der Hochaltar als gesprengte Säulenädikula um 1700 hat Opfergangsportale und trägt oben auf einem Postament die Statue hl. Martin mit Buch und Gans und zeigt das Altarblatt hl. Martin mit Bettler, gemalt und gestiftet von Fürstin Aloisia von Starhemberg in der Mitte des 19. Jahrhunderts.
Das Brüstungspositiv der Orgel schuf Johann Fichtenbauer im 19. Jahrhundert. Eine Glocke nennt Martin Fitler 1646.